# 벨러 1세

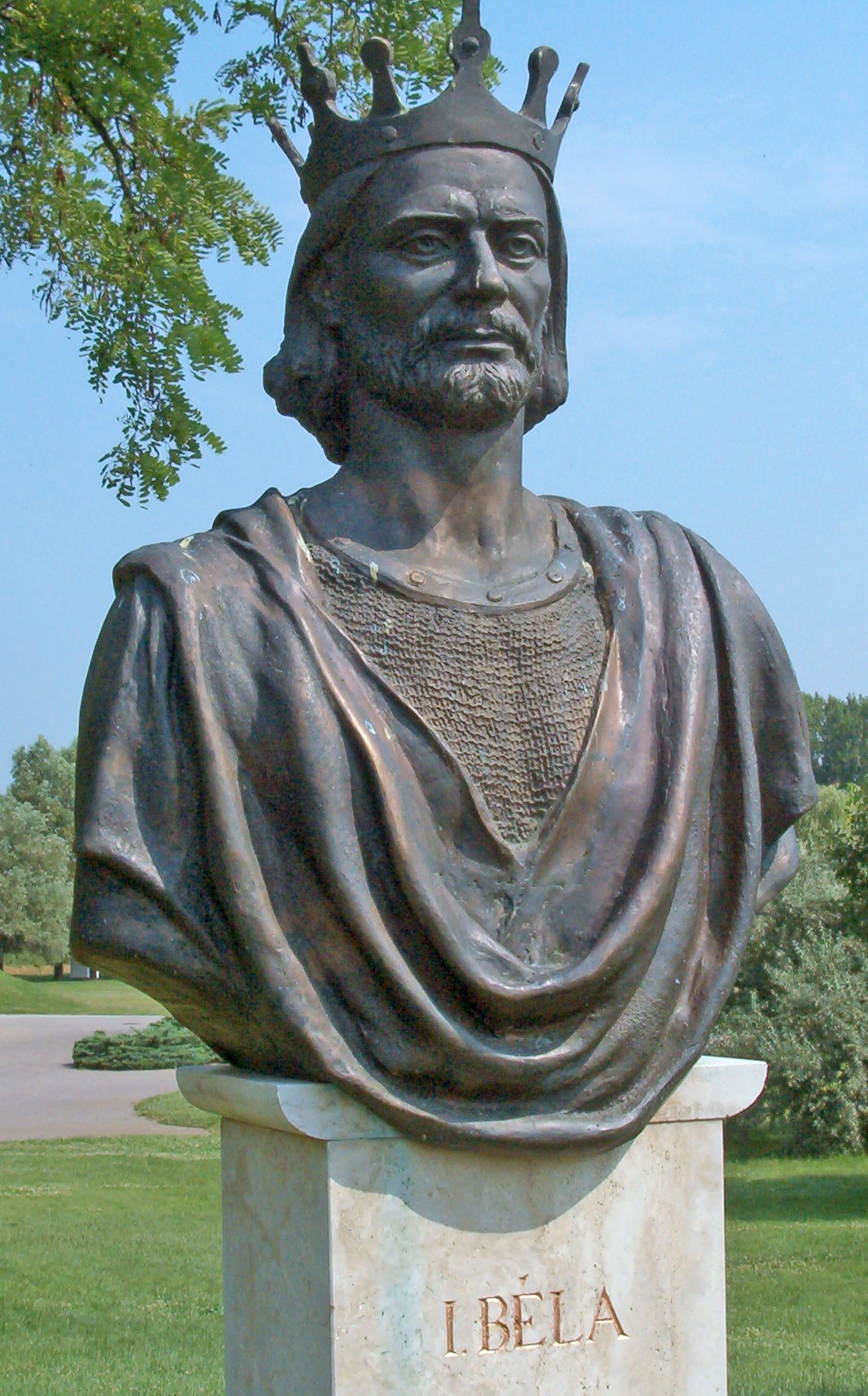
헝가리 오푸스터세르(Ópusztaszer)에 전시된 벨러 1세의 흉상

벨러 1세(헝가리어: I. Béla, 슬로바키아어: Belo I. 벨로 1세, 1020년 이전 ~ 1063년 9월 11일 이전)는 헝가리의 국왕(재위: 1060년 ~ 1063년)이다. 아르파드 왕조 출신이다.

## 생애
턱쇼니 대공의 손자인 버줄(Vazul) 공작의 아들로 태어났다. 그의 어머니는 타토니족(Tátony) 출신이다. 버줄은 슬하에 3명의 아들인 레벤테(Levente), 언드라시(András, 언드라시 1세), 벨러(Béla, 벨러 1세)를 두었다.
1031년에는 벨러의 아버지였던 이교도 버줄이 이슈트반 1세를 암살하려는 음모를 꾸몄다는 사실이 밝혀졌다. 이슈트반 1세는 버줄의 두 눈을 뽑고 귀에 뜨거운 납을 부어넣는 형벌을 가했다. 한편 버줄의 세 아들이었던 레벤테, 언드라시, 벨러는 헝가리를 떠났다. 폴란드로 망명한 벨러는 미에슈코 2세의 딸이었던 리헤자(Richeza)와 결혼했으며 슬하에 8명의 자녀를 두었다.
1046년 오르세올로 페테르가 왕위에서 물러나면서 헝가리로 귀환했다. 1057년에는 벨러의 형이었던 언드라시 1세가 셜러몬을 왕세자로 임명하자 폴란드로 떠나기도 했지만 1060년 폴란드의 군주였던 볼레스와프 2세의 지원을 통해 헝가리로 귀환했다.